# Марс Глобъл Сървейър
Марс Глобъл Сървейър (на английски: Mars Global Surveyor) е космическа мисия започнала с изстрелването на американски непилотиран космически апарат, разработен от НАСА и Jet Propulsion Laboratory. Корабът е изстрелян към Марс през ноември 1996 г. Първоначалните цели на мисията са изпълнени през януари 2001 г., но по-късно мисията е продължена в нова фаза, която се очаква да приключи до септември 2008 г. В средата на октомври 2006 г. обаче радиовръзката с Марс Глобъл Сървейър прекъсна, поради което се смята, че мисията е завършила преждевременно .
На 2 ноември 2006 космическия апарат неотговаря на зададени му команда и съобщения. Засечен е слаб сигнал три дни по-късно, което означава, че апарат е преминал в режим safe mode. Всички опити да за възобновяване на връзката и разрешаване на проблема пропадат. През януари 2007 НАСА официално прекратява мисията

## Цели на мисията
Мисията Марс Глобъл Сървейър е създадена за бързо и евтино връщане към целите на мисията Марс Обзървър. Научните цели включват снимки с висока резолюция на повърхността, изучаване на топографията и гравитацията, ролята на водата и праха на повърхността и в атмосферата на Марс, времето и климата на Марс, състава на повърхността и атмосферата, и съществуването и еволюцията на магнитно поле на Марс.

## Характеристики на апарата
Космическият апарат Сървейър е произведен в завод на Lockheed Martin Astronautics в Денвър, САЩ. Апарата е с формата на квадратна кутия, от която се издават слънчевите батерии, служещи за преобразуването на слънчевата енергия в електрическа. Масата на апарата, пълно натоварен с гориво, е 1060 kg. По-голяма част от тази маса е съсредоточена в централната част на апарата. Централната кутия е съставена от два отделни модула, разположени един върху друг. Върху т.нар. ракетен модул (включващ ракетните двигатели и гориво) е разположен модула с техническата апаратура – контролните елементи на самия апарат, научно-измервателни прибори и 1750A бордови компютър.

## Изстрелване и достигане на орбита
Сървейър е изстрелян от Кейп Канавъръл, Флорида на 7 ноември 1996 година, посредством ракета носител Delta-7925. Космическият апарат пропътува 750 милиона километра в продължени на 300-дневния си полет до орбитата на Марс, завършил на 11 септември 1997 г. Непосредствено преди достигане на Марс, Сървейър запалва ракетните си двигатели за около 22 минути, за достигане на стабилна орбита. Тази маневра е направена с цел забавяне на апарата, при което гравитацията на планетата Марс, фиксира апрата на стационарна орбита.
Космическият апарат започва своите обиколки по орбита около Марс на 12 септември 1997 г., след 10-месечното си пътуване от Земята. Времето за достигане на радиосигналите от Марс до Земята е около 14 минути, така, че Земята научава за събитията, случили се 14 минути по-рано. В началото има прекъсване на радиовръзката с космическия апарат, но след десетина минути тя е възстановена и кораба преминава на елиптична орбита около Марс с период на въртене 45 часа. 16 месеца след преминаването на елиптична орбита постепенно кораба преминава на почти кръгова орбита на средна височина от 378 km, от която може да наблюдава цялата повърхност на планетата за 7 дни. Основната мисия, за съставяне на карта на повърхността, започва през март 1999 г. Изображения на повърхността се получават до април 2002. Апаратът ще бъде използван като средство за препредаване на радиосигналите при бъдещите мисии.